# يوسف الفوزاعي
يوسف الفوزاعي (Youssef Fouzai) لاعب كرة قدم تونسي من مواليد 2 ديسمبر 1987. يجيد اللعب في مركز الوسط.

## روابط خارجية
- يوسف الفوزاعي على موقع قاعدة بيانات كرة القدم.إي يو (الإنجليزية)
- يوسف الفوزاعي على موقع Soccerway.com (الإنجليزية)
- يوسف الفوزاعي على موقع كووورة